# شرکت مهندسی کلاید
شرکت مهندسی کلاید (انگلیسی: Clyde Engineering) یک شرکت تولید کننده لوکوموتیو و ماشین‌های ریلی در استرالیا بوده است.
این شرکت که در شهر گرنویل، نیو ساوت ولز قرار دارد سال ۱۸۹۸ تأسیس و در ۱۵ ژوئیه ۱۹۹۶ منحل شده است.

## نگارخانه

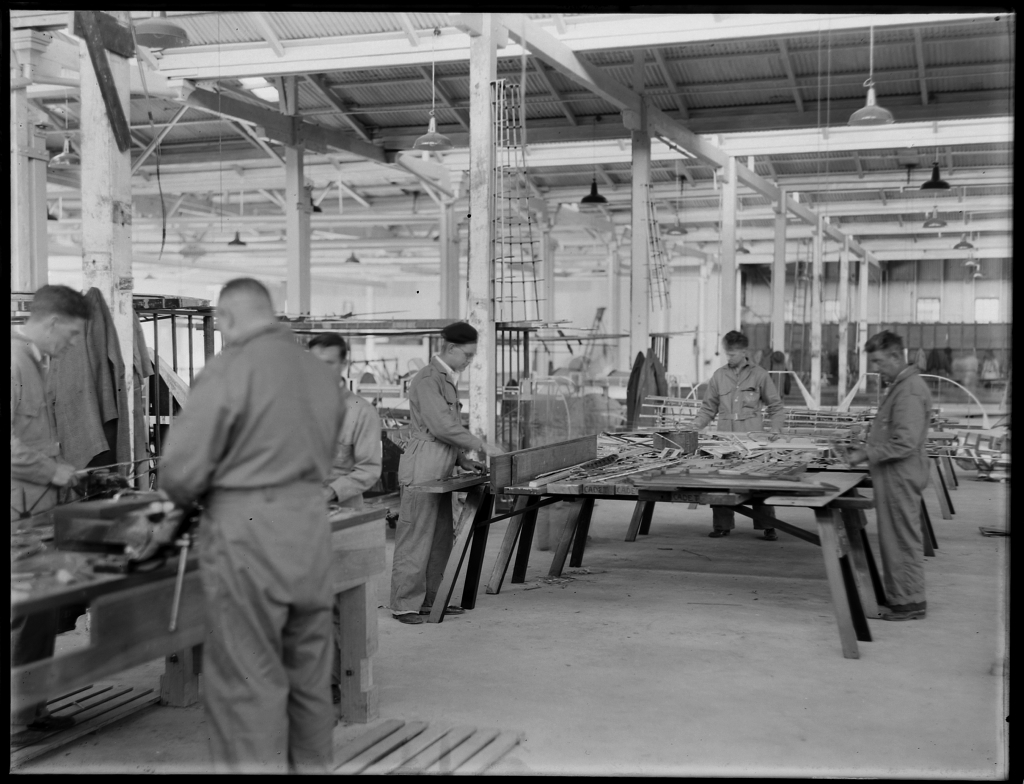
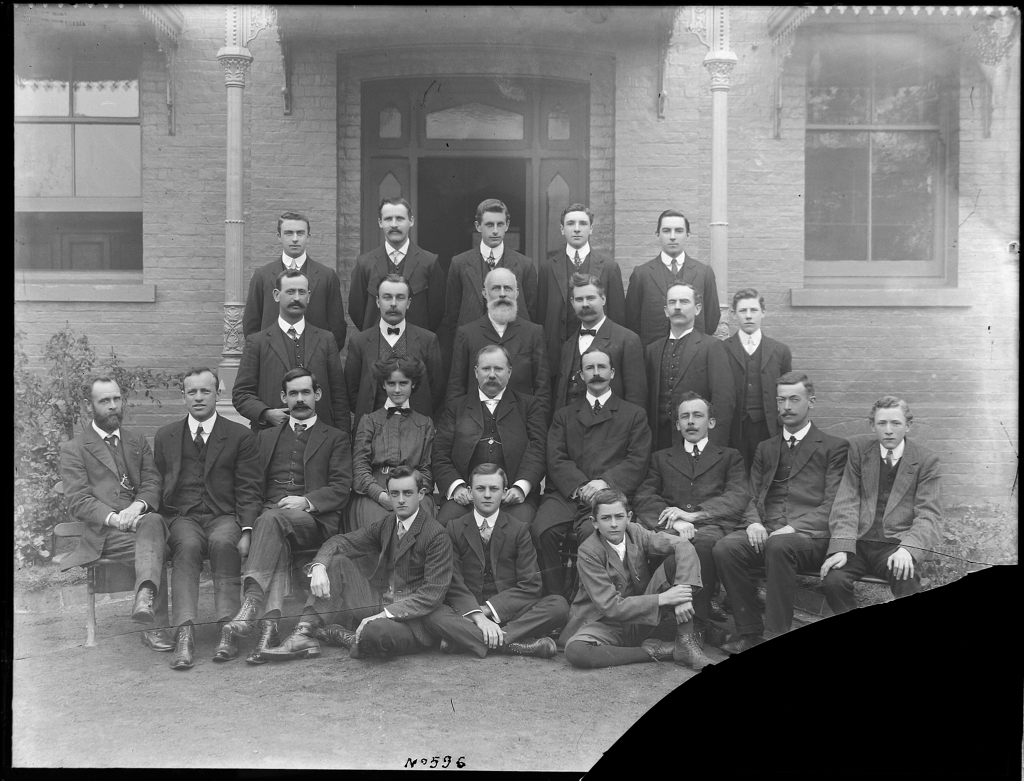
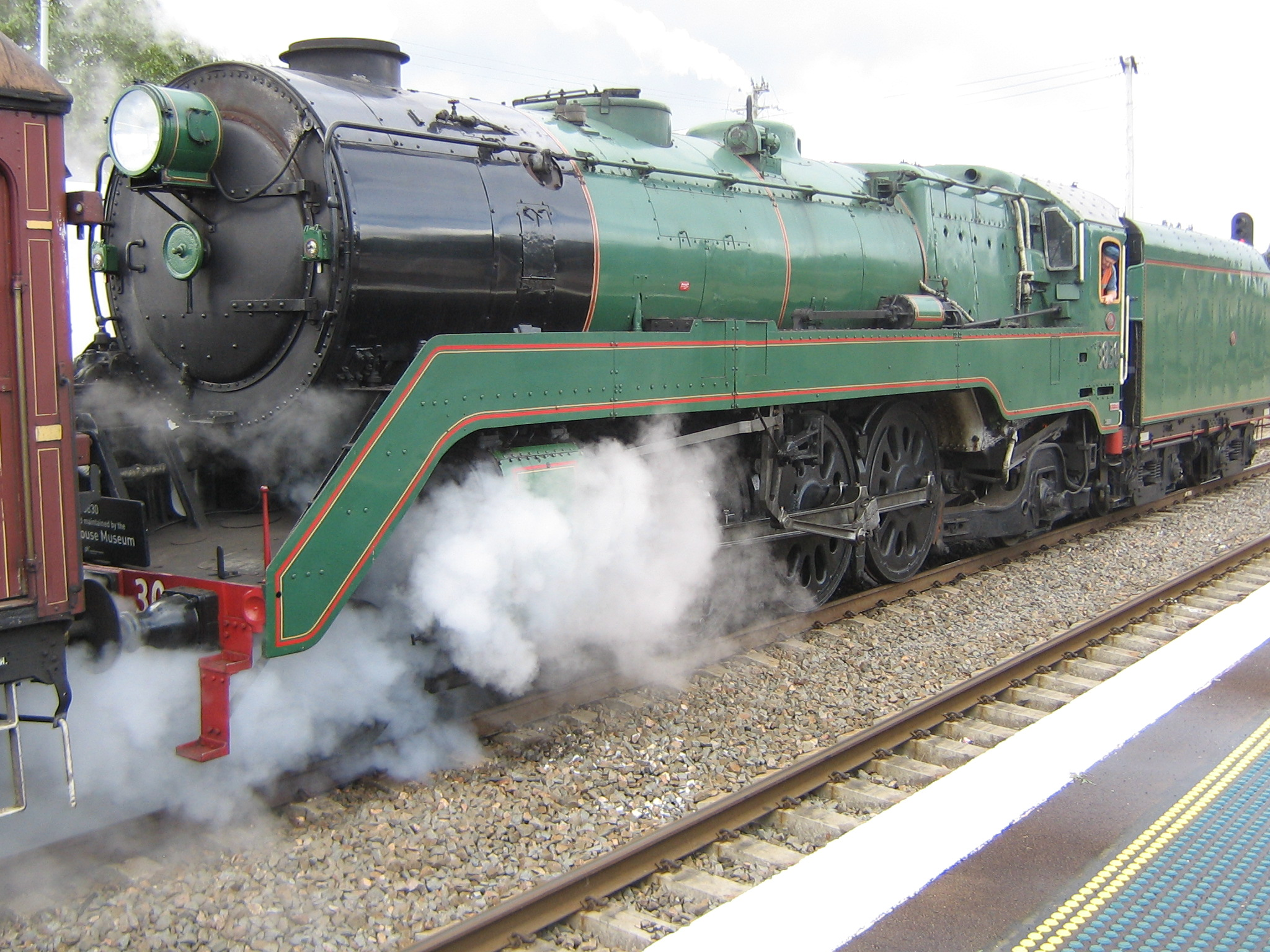
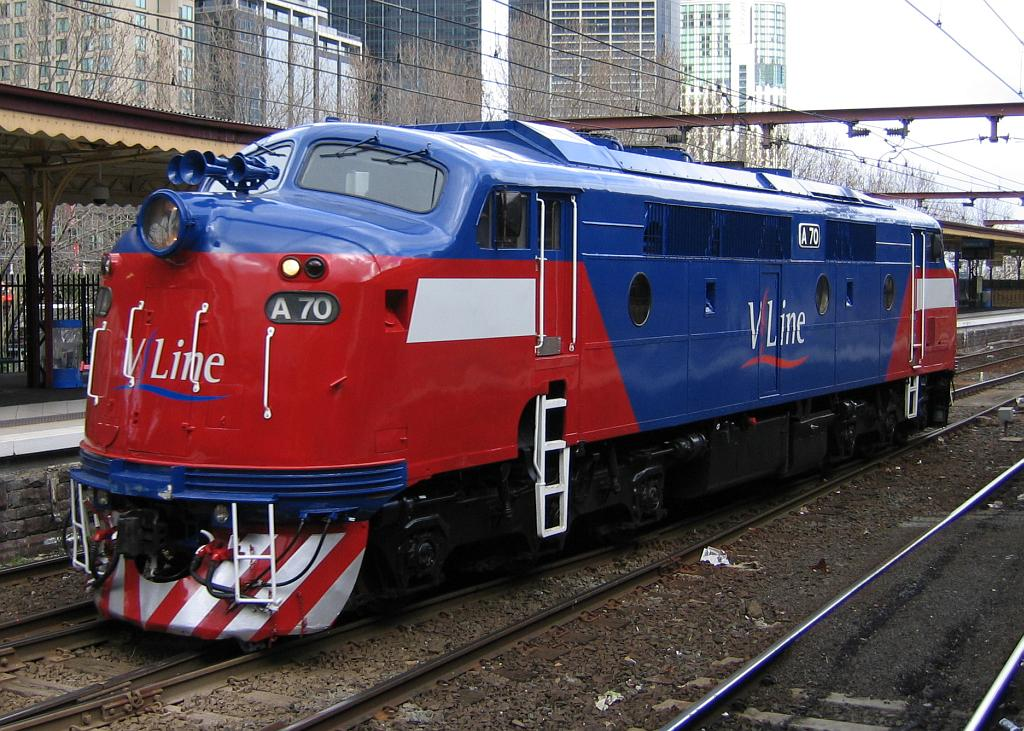
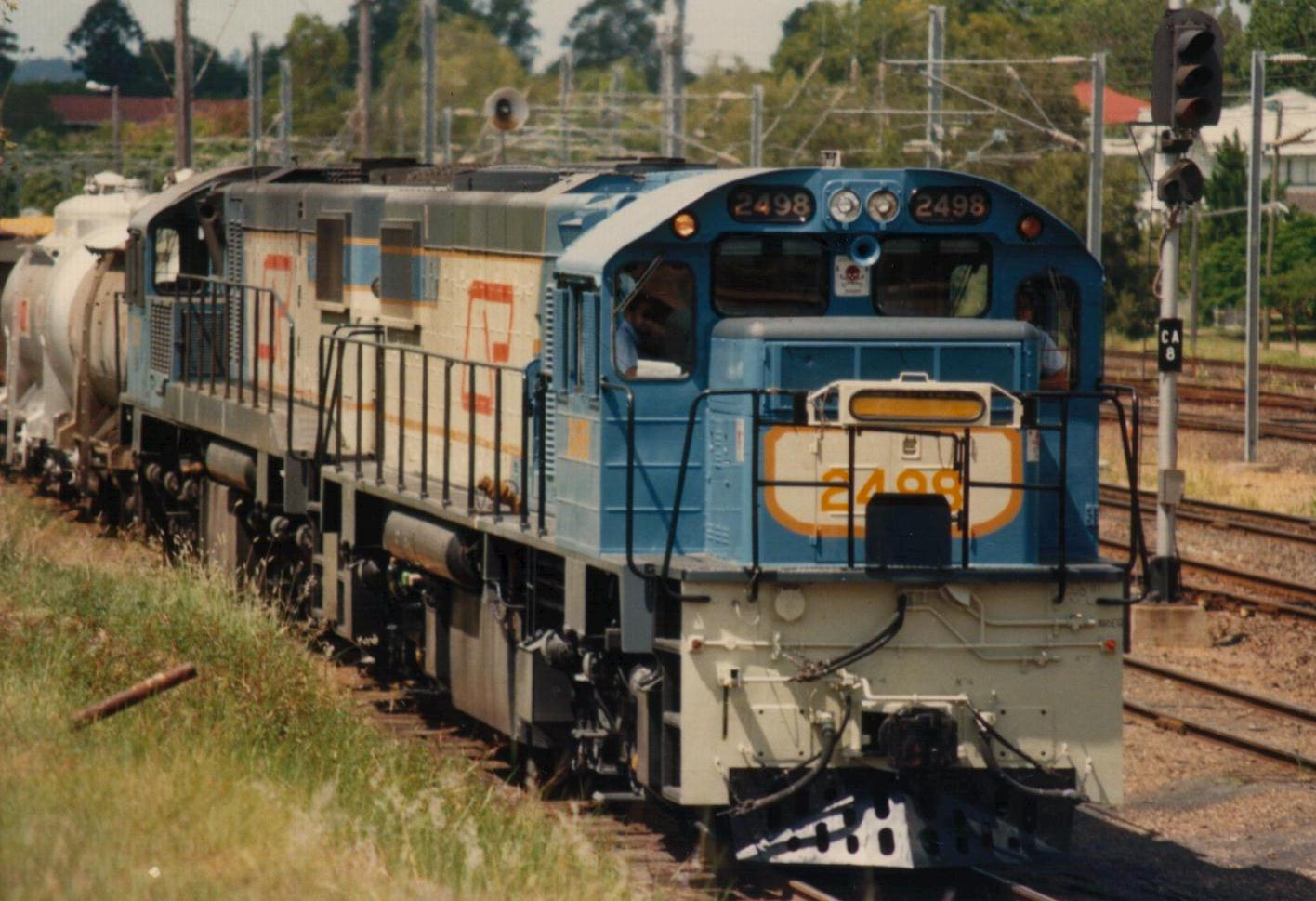
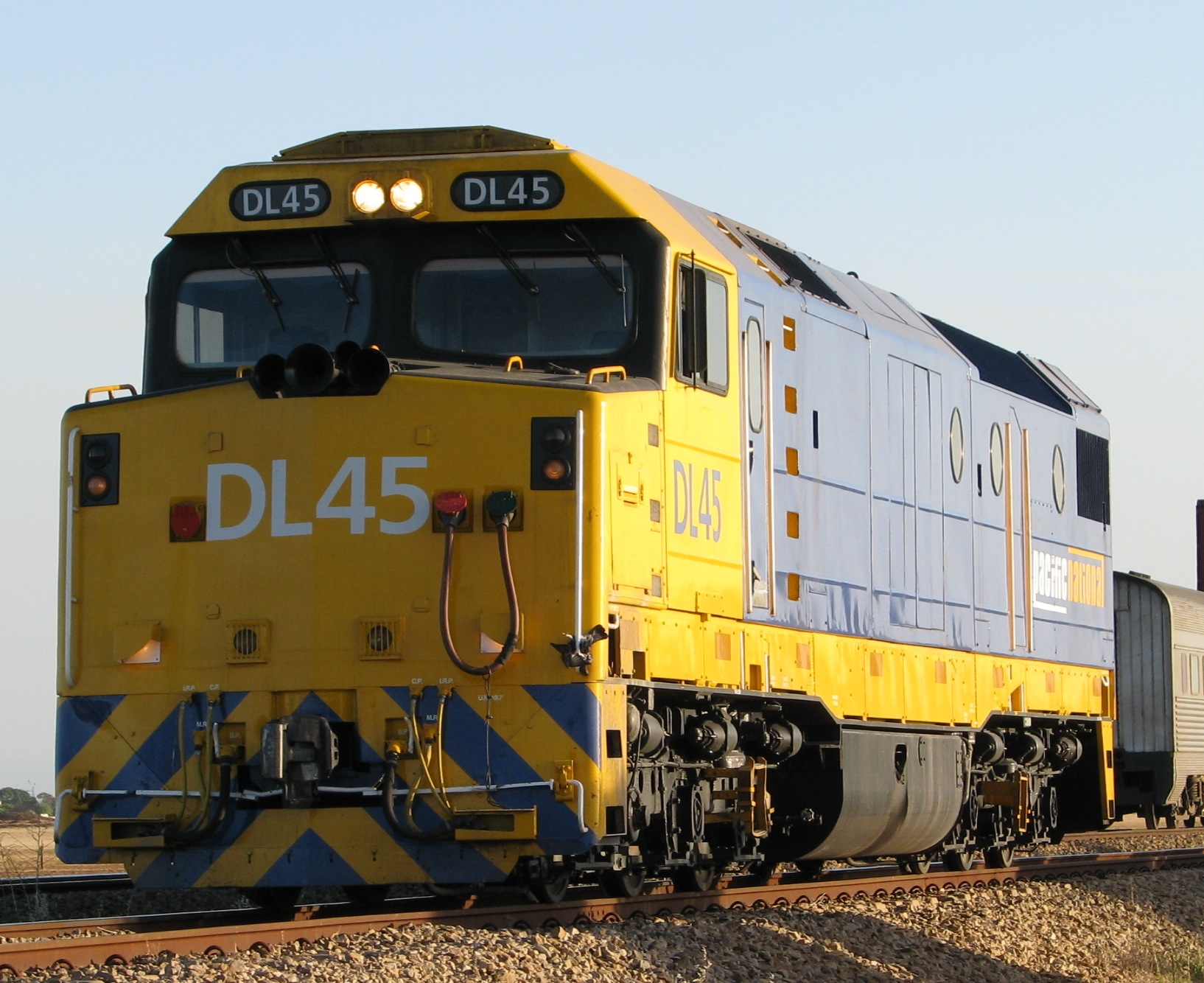
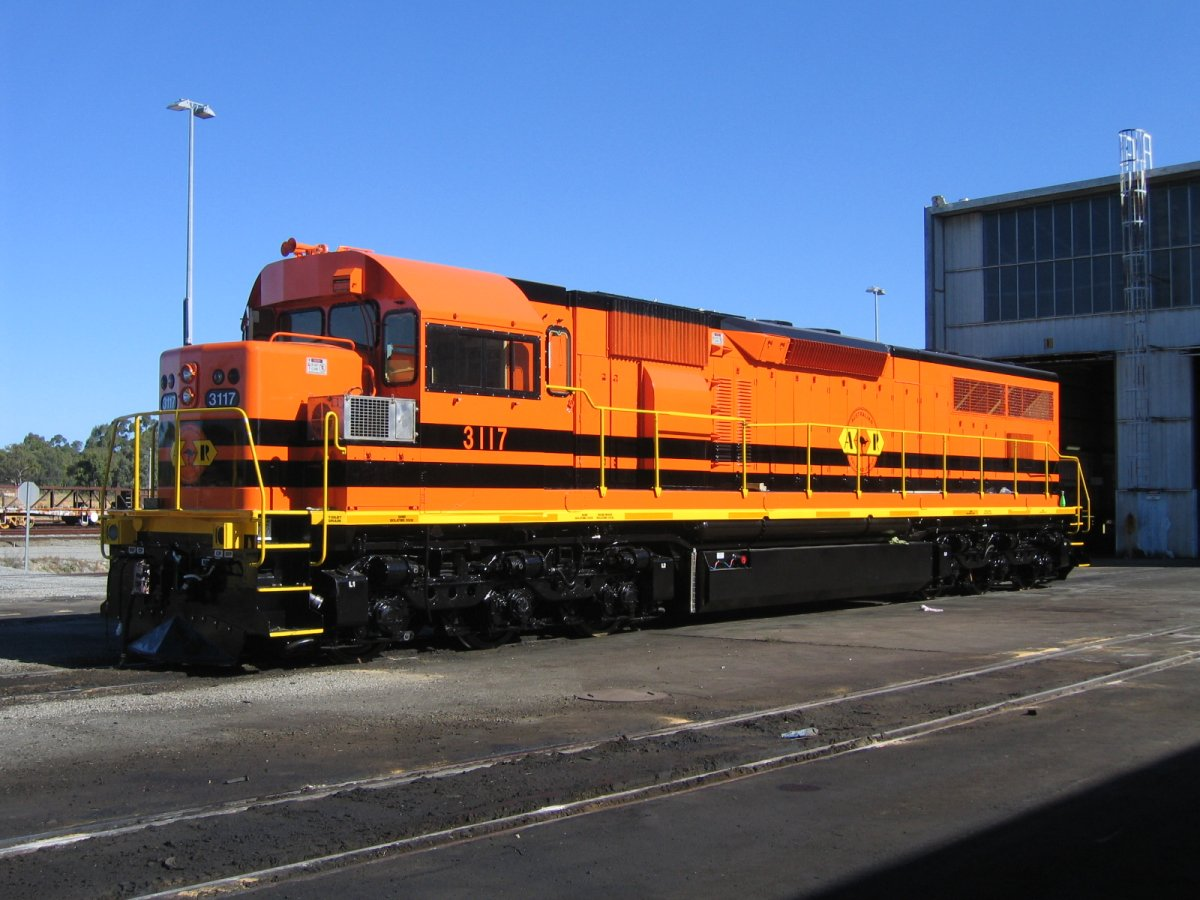
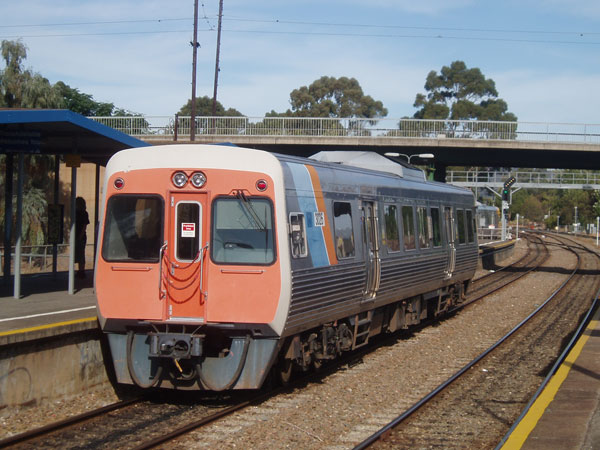